# 내 사랑 레이몬드
내 사랑 레이몬드(Everybody Loves Raymond)는 CBS에서 1996년 9월 13일부터 2005년 5월 16일까지 방영된 시트콤이다.

## 출연
- 레이 로마노 - 레이 버론
- 퍼트리샤 히턴 - 데브라 버론
- 브래드 개릿 - 로버트 버론
- 도리스 로버츠 - 마리 버론
- 피터 보일 - 프랭크 버론
- 매들린 스위튼 - 앨리 버론
- 설리번 & 트립 스위튼 - 마이클 & 제프리 버론
- 모니카 호란 - 에이미 맥두걸버론